# Milch-Schnitte

Milch-Schnitte Logo

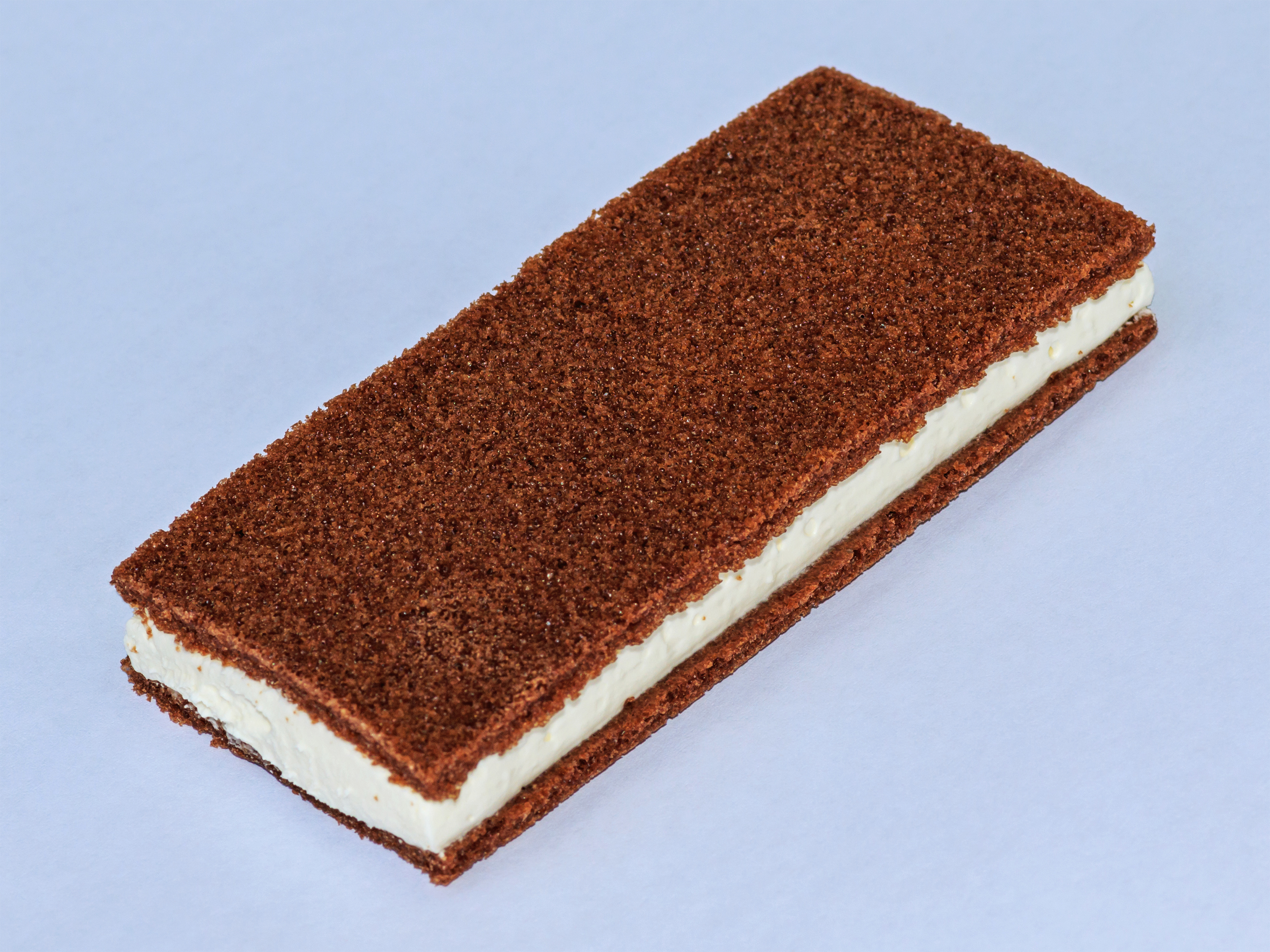
Milch-Schnitte

Die Milch-Schnitte (z. T. Kinder Milch-Schnitte; italienisch Kinder Fetta al Latte) ist eine Süßware des italienischen Herstellers Ferrero, deren Wort-Bild-Marke in Deutschland geschützt ist. Sie besteht aus zwei extrudierten braunen Teigplatten, die sandwichartig eine Milchzubereitung umschließen. Das Produkt wurde 1978 als Kinder Milch-Schnitte auf dem deutschen Markt eingeführt; seit einiger Zeit wird auf deutschsprachigen Märkten auf die Bezeichnung „Kinder“ verzichtet. In Italien und Belgien wird das Produkt hingegen weiterhin als Kinder Milch-Schnitte vermarktet.

## Bestandteile
Eine Schnitte ist 28 Gramm schwer und etwa neun Zentimeter lang. Sie wird aus 40 % Vollmilch, Palmöl, Zucker, 10,5 % Weizenmehl, 9 % Magermilchpulver, 5 % Honig, Butterreinfett, Volleipulver, Weizenkleie, fettarmem Kakao, Emulgatoren (Mono- und Diglyceride von Speisefettsäuren), den Backtriebmitteln Natriumhydrogencarbonat, Dinatriumdiphosphat und Ammoniumcarbonat sowie Salz, natürlichen Aromen und Vanillin hergestellt und kann Soja enthalten.

## Varianten
Ab 2015 wurde auf den deutschen Märkten auch die Joghurt-Schnitte angeboten, deren Füllung aus Joghurt und Zitronenaroma bestand. Seit 2019 gab es diese auch mit Himbeergeschmack, seit 2022 auch in der Geschmacksrichtung Heidelbeere & Cranberry.
Die Milch-Schnitte selbst wird auch in limitierten Editionen verkauft, z. B. Pfirsich-Geschmack, Blaubeere und Erdbeere.

## Werbung
In den 1980er Jahren wurde das Produkt in der Fernsehwerbung als „gesunde Alternative“ zum Pausenbrot beworben, das Kindern im Gegensatz zum Brot schmecken würde. Während die Werbung zunächst auf Kinder als Zielgruppe fokussiert war, wurden im Laufe des Jahrzehnts und bis in die 1990er Jahre hinein zudem gezielt Erwachsene als Zielgruppe präsentiert und Milch-Schnitte als leichte Zwischenmahlzeit, beispielsweise im Büro und bei sportlichen Freizeitaktivitäten mit Kollegen, dargestellt. Später wurde die Süßware als für Sportler geeignete Zwischenmahlzeit beworben. In den Werbespots traten 1996 bis zum Jahr 2000 die Tennisspielerin Anke Huber und in den 2000er Jahren die Boxer Vitali Klitschko und Wladimir Klitschko sowie Susianna Kentikian und in den 2010er Jahren die Bergsteiger Alexander Huber und Thomas Huber auf. In den 2010er Jahren bekamen die Werbespots zudem teilweise einen weniger informativen und stattdessen teilweise auf Humor ausgerichteten Charakter, bei denen gemeinsame Alltagsaktivitäten zwischen Kindern und Eltern dargestellt wurden.